# 生態日本
生態日本（日语：エコロ・ジャパン）是一個志願組織，旨在在日本傳播和啟發以綠黨為代表的綠色政治。它根據自由作家和公民活動家今本修司的要求，於2004年1月成立。它的前身是“綠色政策項目21”，這是一個自願性組織，討論歐洲的環境政策。經過7年的活動後於2011年9月解散。

## 外部連結
- グローバル・グリーンズ （页面存档备份，存于）
- アジア太平洋グリーンズ・ネットワーク(APGN) （页面存档备份，存于）
- グリーン・マニフェスト・キャンペーン2010 （页面存档备份，存于）
- 統一地方選グリーンハーツ・キャンペーン2011 （页面存档备份，存于）
- エコロ・ジャパン・インターナショナル(国際部) （页面存档备份，存于）